# Хелд, Райан
Райан Хелд (англ. Ryan Held; род. 27 июня 1995, Спрингфилд) — американский пловец вольным стилем, специализирующийся на спринтерских дистанциях, в настоящее время спонсируемый компанией Arena. Двукратный олимпийский чемпион.
Посещал начальную школу Christ the King в Спрингфилде, штат Иллинойс, и среднюю школу в Sacred-Heart Griffin, которую окончил в 2014 году. В 2014 году Хелд под руководством тренера Джеймса Стегемана был назван лучшим пловцом штата Иллинойс.
На олимпийском отборе в команду США 2016 года он прошел квалификационный отбор на Летние Олимпийские игры 2016 года в составе эстафетной команды 4×100 метров вольным стилем.Райн прошёл квалификацию на Олимпиаду в эстафете. sj-r.com (30 июня 2016). Дата обращения: 28 мая 2021. В предварительном заплыве эстафеты он показал время 47,79 на втором этапе, впечатлив тренерский штаб достаточно, чтобы дать ему шанс плыть в финале. Время Хелда было не так быстро, как у Энтони Эрвина, но главный тренер Боб Боуман выбрал Райна. В финале с 47,73 на третьем этапе эстафеты, сохранив лидерство команды США, выиграл золотую медаль Олимпиады вместе с Келебом Дресселем, Майклом Фелпсом и Натаном Адрианом.
На Чемпионате мира на короткой воде в Ханчжоу Райн стал рекордсменом в смешанной эстафете 4x50 вольным стилем, завоевав золото.

## Лучшие результаты
| Дистанция | Время | Соревнование         | Дата              | Прим.      |
| --------- | ----- | -------------------- | ----------------- | ---------- |
| 50 м в/с  | 21.87 | Летний чемпионат США | 4 августа 2019 г. |            |
| 100 м в/с | 47.39 | Летний чемпионат США | 31 июля 2019 г.   | Рекорд США |
| 50 м н/с  | 24.59 | Летний чемпионат США | 27 июля 2018 г.   |            |
| 50 м бат. | 23.68 | Летний чемпионат США | 1 июля 2017 г.    |            |
| 100 м бат | 52.15 | Летний чемпионат США | 2 августа 2019 г. |            |